# Zaragoza Club de Fútbol Femenino
El Zaragoza CFF és un club femení de futbol de Saragossa que ha jugat a la Primera Divisió espanyola des de la temporada 2005/2006. S'anomenava originalment CD Transportes Alcaine, fins que al 2016 va adoptar el seu actual nom. També ha sigut conegut com a Prainsa Saragossa.
Ha destacat a la Copa de la Reina, on va ser subcampió a les temporades 08/09 i 12/13, mentre que a la Lliga el seu millor resultat es una 5a posició, també la temporada 08/09.